# سرانجام… هزار و یک شب
سرانجام… هزار و یک شب (ایتالیایی: Finalmente... le mille e una notte) یک فیلم کمدی اروتیک ایتالیایی به کارگردانی آنتونیو مارگریتی است که در سال ۱۹۷۲ منتشر شد.

## گزیدهٔ بازیگران
- باربارا بوشه
- فمی بنوسی
- باربارا ماراتسانو
- پوپو د لوکا
- گاستونه پسکوچی
- اینیاتسیو لئونه
- رمو کاپیتانی
- واسیلی کاریس
- جیجی بالیستا
- لوئیجی بونوس
- دینو کاسیو
- سالواتوره پونتیلو
- باربارا مارتسانو